# Herbert Kästner
Herbert Kästner (* 1. September 1936 in Leipzig) ist ein deutscher Mathematiker, Autor, Herausgeber und Bibliophiler.

## Leben und Wirken
Herbert Kästner studierte Mathematik an der Karl-Marx-Universität Leipzig und war dort von 1958 bis 2001 als Wissenschaftlicher Mitarbeiter für Lehre und Forschung auf den Gebieten Algebra und Zahlentheorie tätig.
1965 war er Mitherausgeber der Kleine Enzyklopädie Mathematik, die in 1. Auflage im Bibliographischen Institut Leipzig und als Lizenzausgabe für die Bundesrepublik Deutschland, West-Berlin und die Schweiz im Pfalz-Verlag Basel erschien. Das Herausgeberkollektiv wurde mit dem Nationalpreis der DDR für Wissenschaft und Technik III. Klasse ausgezeichnet. Es erschienen mehrere Auflagen der Kleinen Enzyklopädie Mathematik, die später als Meyers kleine Enzyklopädie Mathematik mit Herbert Kästner, Siegfried Gottwald und Helmut Rudolph als Herausgeber in Meyers Lexikonverlag weitergeführt wurde.
Neben seiner beruflichen Tätigkeit widmete sich Herbert Kästner vor allem der Bibliophilie. Ab 1980 war er Mitglied des Vorstandes und ab 1988 Vorsitzender der Pirckheimer-Gesellschaft Leipzig und Mitglied der Gesellschaft „Leipziger Bibliophilen-Abend“. Er ist Herausgeber der Bibliografie der Insel-Bücherei des Insel Verlages.
Herbert Kästner ist verheiratet mit der Medizinerin Ingrid Kästner (* 1942), die am Karl-Sudhoff-Institut für Geschichte der Medizin und der Naturwissenschaften in Leipzig tätig war und mehrere Arbeiten auf dem Gebiet der Geschichte der Naturwissenschaften und Medizin verfasst hat. Sie wohnen in Leipzig.

## Auszeichnungen
- 1966: Nationalpreis der DDR für Wissenschaft und Technik III. Klasse im Kollektiv der Herausgeber der Kleinen Enzyklopädie Mathematik

## Schriften

### Mathematische Schriften
- mit Hans Reichardt, Walter Gellert, Herbert Küstner, Manfred Hellwich (Hrsg.): Kleine Enzyklopädie Mathematik. Bibliographisches Institut Leipzig, Leipzig 1965.
Lizenzausgabe für die Bundesrepublik Deutschland, Westberlin und die Schweiz: Pfalz-Verlag, Basel 1965.
- mit Walter Gellert, Siegfried Neuber (Hrsg.): Lexikon der Mathematik. Bibliographisches Institut Leipzig, 1978.
Lizenzausgabe: Fachlexikon ABC Mathematik. Deutsch, Thun/Frankfurt am Main 1978, ISBN 3-87144-336-0. Neuauflage: 1998, ISBN 3-871-44336-0.
- mit Peter Göthner: Algebra. Aller Anfang ist leicht. Teubner, Leipzig 1983 (Mathematische Schülerbücherei. Nr. 107).
Lizenzausgabe: Algebra leicht gemacht. Deutsch, Thun/Frankfurt am Main 1985, ISBN 3-87144-835-4.
Tschechisch: Algebra, každý začátek je lehký. Mladá Fronta, Prag 1986.
- mit Siegfried Gottwald, Helmut Rudolph (Hrsg.): Meyers kleine Enzyklopädie Mathematik. 14. Auflage. Meyers Lexikonverlag, Mannheim/Leipzig/Wien/Zürich 1995, ISBN 3-411-07771-9.

### Bibliophile Schriften
Herbert Kästner verfasste Beiträge für die Zeitschrift Marginalien. Zeitschrift für Buchkunst und Bibliophilie der Pirckheimer-Gesellschaft zu Institutionen wie den Verlag C. H. Beck, das Deutsche Buch- und Schriftmuseum, die Peter-Sodann-Bibliothek, Offizin Andersen Nexö Leipzig, Raamin-Presse Roswitha Quadflieg und Personen wie Klaus Waschk, Gert Wunderlich, Egbert Herfurth und Albert Kapr.
Weiter verfasste er Beiträge für das Börsenblatt für den deutschen Buchhandel, das Sammelwerk Leipziger Jahrbuch zur Buchgeschichte und die Zeitschrift Illustration 63.
Bibliophile Bücher
- (Bearb. und Hrsg.): 75 Jahre Insel-Bücherei. 1912–1987. Eine Bibliographie. Insel, Leipzig 1987, ISBN 3-7351-0022-8.
Lizenzausgabe: Insel, Frankfurt am Main 1987, ISBN 3-458-14344-0.
Neuausgabe: Die Insel-Bücherei. Bibliographie. 1912–1999. Insel, Frankfurt am Main/Leipzig 1999, ISBN 3-458-16986-5.
- Die ersten Zehn. Mit 10 Originalkaltnadelradierungen von Jan Peter Tripp und einem Essay zu den Graphischen Büchern von Herbert Kästner. Faber und Faber, Leipzig 2001, ISBN 3-932545-64-8.
- Karl-Georg Hirsch. Das buchgraphische Werk 1996–2007. Unter Mitarbeit von Hiltrud Lübbert. Burgart-Presse, Rudolstadt 2008, ISBN 978-3-910206-61-8.
- Herfurths schönste Seiten. Das buchgraphische Werk 1972–2008. Mit einem Essay von Lothar Lang. Burgart-Presse, Rudolstadt 2009, ISBN 978-3-910206-70-0.

Herausgaben
- Pegasus von vorn und von hinten, Deutsche Lyrik in Original und Parodie. Mit Holzstichen von Karl-Georg Hirsch. Edition Leipzig, Leipzig 1983.
- Fünfunddreissig Jahre Bibliophilie in Leipzig. Die Leipziger Gruppe der Pirckheimer-Gesellschaft von 1956 bis 1991. Leipziger Gruppe der Pirckheimer Gesellschaft, Leipzig 1991.
- (Red.): Das Haus des Buches in Leipzig. Kuratorium Haus des Buches Leipzig, Leipzig 1996.
- Von A bis Zweitausend. Graphische Neujahrsgrüße 1976 bis 2000. Insel, Frankfurt am Main/Leipzig 1999, ISBN 3-458-19203-4.
- Neue Totentänze. Holzstiche von Karl-Georg Hirsch. Mit Gedichten von Volker Braun. Insel, Frankfurt am Main/Leipzig 2002, ISBN 3-458-19233-6.
- Die Maske. Mit einem Holzstich und Zeichnungen von Karl-Georg Hirsch. Hubert, Göttingen 2005.

Herausgaben von Titeln für den Leipziger Bibliophilen-Abend:
- Der Ackermann und der Tod. Johannes von Saaz. 2000.
- Zehn Jahre Leipziger Bibliophilen-Abend e. V. Eine Festschrift mit Originalbeiträgen von zehn Autoren und Originalgraphiken von zehn Künstlern sowie mit typographischen Blättern von vier Buchgestaltern. 2001.
- Bibliophile Leidenschaften. Erzählt von Hermann Hesse. Mit 12 Lithografien von Hermann Naumann. 2003.
- mit Peter Gosse: Rainer Kirsch – 70. 2004.
- Gilgamesch. Mit sieben Radierungen von Reinhard Minkewitz. 2007.
- 33 Glückwünsche für Karl-Georg Hirsch zum 70. Geburtstag. 2008.
- Sonette aus dem „Kanzoniere“. Francesco Petrarca. Mit zwei Holzschnitten von Robert Schmiedel. 2010.

Außerdem gab er für den Leipziger Bibliophilen-Abend von 1998 bis 2002 die Reihe Totentänze und von 2002 bis 2010 die Reihe Stichwort heraus.